# Abdul Ati al-Obeidi
Abdul Ati al-Obeidi (10 de outubro de 1939 – 16 de setembro de 2023) foi um político e diplomata líbio que ocupou vários cargos importantes na Líbia sob Muammar Gaddafi: foi primeiro-ministro de 1977 a 1979 e chefe de Estado de 1979 a 1981. Abdul Ati al-Obeidi foi um dos três principais negociadores na decisão da Líbia de renunciar e abandonar seu programa de armas nucleares. Durante a uma Guerra Civil Líbia de 2011, entre partidários de Gaddafi e os rebeldes, foi ministro das Relações Exteriores. Em 31 de agosto de 2011, foi preso a oeste de Trípoli pelas forças rebeldes.

## Morte
Al-Obeidi morreu em 16 de setembro de 2023 devido a um ataque cardíaco.